# Team3M/2014
Deze pagina geeft een overzicht weer van de Team3M-wielerploeg in 2014.

## Algemeen
- Hoofdsponsor: 3M
- Algemeen manager: Bernard Moerman
- Ploegleiders: Frank Boeckx, David Philips
- Fietsen: Cannondale

## Renners
| Naam                | Geboortedatum     | Nationaliteit | Punten | Ploeg 2013 |
| ------------------- | ----------------- | ------------- | ------ | ---------- |
| Gertjan De Vos      | 7 augustus 1993   | België        | 0      |            |
| Jaap de Man         | 28 maart 1993     | Nederland     | 4      |            |
| Gerry Druyts        | 30 januari 1991   | België        | 51     |            |
| Gregory Franckaert  | 21 september 1988 | België        | 10     |            |
| Fraser Gough        | 9 februari 1993   | Nieuw-Zeeland | 7      |            |
| Jimmy Janssens      | 30 mei 1989       | België        | 65     |            |
| Egidijus Juodvalkis | 8 april 1988      | Litouwen      | 365    |            |
| Sebastiaan Pot      | 12 augustus 1993  | Nederland     | 1      |            |
| Jens Schuermans     | 13 februari 1993  | België        | 0      |            |
| Joren Segers        | 12 november 1991  | België        | 0      |            |
| Christophe Sleurs   | 25 juni 1990      | België        | 1      |            |
| Timothy Stevens     | 26 maart 1989     | België        | 17     |            |
| Kevin Van Hoovels   | 31 juli 1985      | België        | 6      |            |
| Melvin van Zijl     | 10 december 1991  | Nederland     | 0      |            |
| Dylan van Zijl      | 6 december 1994   | Nederland     | 0      |            |
| Stef Van Zummeren   | 20 december 1991  | België        | 10     |            |
| Jens Vandenbogaerde | 1 juni 1992       | België        | 7      |            |
| Tim Vanspeybroeck   | 8 maart 1991      | België        | 16     |            |
| Emiel Vermeulen     | 16 februari 1993  | België        | 16     |            |
| Michael Vingerling  | 28 juni 1990      | Nederland     | 69     |            |

2013 · 2014 · 2015 · 2016